# رافية رونزورية
رافية رونزورية (الاسم العلمي:Raphia ruwenzorica) هي نوع من النباتات يتبع جنس الرافية من الفصيلة الفوفلية. سمي هذا النوع نسبةً إلى جبال رونزوري في أفريقيا.